# Bevaringsværdi
Bevaringsværdi (undertiden også bevaringsværdighed) er en klassificering af bygninger til brug for kommunernes byplanlægning. Klassificeringen foretages af kommunerne selv i samarbejde med Slots- og Kulturstyrelsen.
Bygninger vurderes på fem områder:
- arkitektonisk værdi, fx om bygningen er et godt eksempel på en bestemt byggestil, eller en egns- eller tidstypisk byggemåde-
- kulturhistorisk værdi, fx om bygningen er blevet beboet af en kulturhistorisk personlighed, eller har spillet en særlig historisk rolle.
- miljømæssig værdi, fx om bygningen indgår i et særligt bymiljø.
- originalitet, dvs. om bygningen fremstår som da det blev bygget.
- tilstand, dvs. om bygningen er velholdt.

Vurderingerne sammenfattes i en karakter fra 1–9, og hvor bygninger med karakter 1–4 betegnes som bevaringsværdige. Metoden kaldes SAVE (Survey of Architectural Values in the Environment).
En udpegning som bevaringsværdig er mindre vidtgående end en bygningsfredning og har minimal betydning for husejeren. Modsat bygningsfredning har udpegningen nemlig ingen juridisk bindende karakter i forhold til, hvad husejeren må og ikke må med sin ejendom.
Kun hvis bevaringsværdige huse optages i en lokalplan eller kommuneplan på en kommunes eget initiativ, bliver udpegningen juridisk gyldig. Det kan f.eks. være nedrivningsforbud eller påbud om at indhente tilladelse fra kommunalbestyrelsen til ved ændringer af ejendommens ydre. Bevaringsværdigheden vil så blive taget i betragtning ved kommunens fremtidige behandlinger af byggetilladelser på den pågældende ejendom.
Danske kommuner har ageret meget forskelligt i forhold til bevaringsværdige bygninger. Nogle kommuner overfører kommuneatlassets bevaringsværdier til egen planlægning som bindende og efterlever kortlægningen i byggeadministrationen, mens andre ikke kerer sig om bevaringsværdige huse. Kommuner, der har overført udpegningen af bevaringsværdier til egen planlægning, er blandt andre Gentofte, Helsingør, Randers og Aalborg.
Slots- og Kulturstyrelsen kan også udpege bygninger som bevaringsværdige.
Modsat en fredning angår bevaringsværdigheden kun bygningens eksteriør.
Der anslås at være ca. 300.000 bevaringsværdige bygninger i Danmark (pr. 2000).